# Edmund von Mach

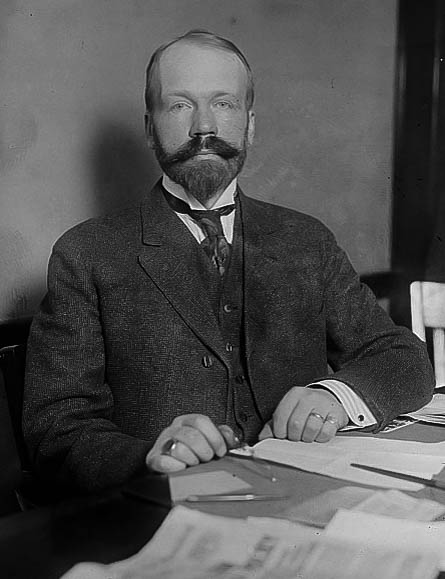
Edmund von Mach (1915)

Edmund Robert Otto von Mach (* 1. August 1870 in Gaffert, Pommern; † 15. Juli 1927 in Bangor, Maine) war ein deutsch-amerikanischer Kunsthistoriker, Hochschullehrer und Autor.

## Leben
Edmund von Mach, Sohn von Edmund von Mach und seiner Ehefrau Melaine von Otto, besuchte die Schule in Halle, Stolp und Schulpforta. Er leistete 1889 bis 1891 seinen Militärdienst im deutschen Heer, wanderte 1891 in die Vereinigten Staaten aus und absolvierte die Harvard University im Fach Kunstgeschichte. Er wurde dort 1895 Bachelor of Arts (artium baccalaureus, AB), 1896 Master of Arts (Artium Magister, AM) und promovierte 1900 zum Ph.D. (Dr. phil.). Er lehrte von 1899 bis 1903 Kunstgeschichte an der Harvard University sowie 1899 bis 1902 am Wellesley College und von 1902 bis 1915 an der Bradford Academy in Haverhill, Massachusetts. Edmund von Mach verfasste für Band 1 (1907) bis 12 (1916) des Künstlerlexikons Allgemeines Lexikon der Bildenden Künstler von der Antike bis zur Gegenwart zahlreiche Einträge zu amerikanischen Künstlern.
Vor dem Kriegseintritt der Vereinigten Staaten im Ersten Weltkrieg trat er mehrfach publizistisch zur Unterstützung des deutschen Standpunktes hervor und übersetzte Paul Rohrbachs Werk zum deutschen Kulturimperialismus.
Am 23. Juni 1903 heiratete er Mary Ware Peirce.
Nach einer Blinddarm-Operation starb von Mach im Eastern Maine General Hospital in Bangor.

## Veröffentlichungen (Auswahl)
Kunstgeschichte
- Greek sculpture its spirit and principles. Ginn & Co., Boston 1903 (archive.org).
- A handbook of Greek and Roman sculpture. Bureau of University Travel, Boston 1905 (archive.org).
- Outlines of the history of painting from 1200–1900. Ginn & Co., Boston 1906 (archive.org).
- The art of painting in the nineteenth century. Ginn & Co., Boston 1908 (archive.org).

Politik
- What Germany wants. Little, Brown, and Company, Boston 1914 (archive.org).
- What Germany is fighting for. In: Why Europe is at war; the question considered from the points of view of France, England, Germany, Japan, and the United States. G.P. Putnam’s Sons, New York / London 1915, S. 115 (Textarchiv – Internet Archive).
- Germany’s point of view. A. C. McClurg, Chicago 1915 (archive.org).
- Official diplomatic documents relating to the outbreak of the European war, with photographic reproductions of official editions of the documents. The Macmillan Co., New York 1916 (Hathi Trust).

Übersetzung ins Englische
- Paul Rohrbach: German World Policies. The Macmillan Co., New York 1915 (englisch, archive.org – deutsch: Der deutsche Gedanke in der Welt. Düsseldorf / Königstein im Taunus / Leipzig 1912. Übersetzt von Edmund von Mach).

## Von Mach Site
Der Archäologe Warren K. Moorehead (1866–1933) grub zwischen 1910 und 1929 auf Edmund von Machs Anwesen Little Gaffert, benannt nach seinem Heimatort in Pommern, in Brooksville (Maine) auf einem Areal von zirka 100 mal 40 Metern einen Muschelhaufen-Platz der indigenen Erstbesiedler in jener Gegend aus(„Von Mach Site“). Der Grundstücksbesitzer von Mach hatte die Grabungserlaubnis erteilt. Unter Ascheschichten wurden geschwärzte Keramik, Werkzeuge (Ahlen, Angelhaken) und Utensilien zur Werkzeugherstellung gefunden.